# Società Polisportiva Tre Penne
Maillots
La Società Polisportiva Tre Penne est un club saint-marinais de football basé à Serravalle fondé en 1956.

## Historique
- 1955 : fondation du club sous le nom de SP Tre Penne
- 1959 : fusion avec SP Libertas en Libertas Tre Penne
- 1960 : révocation de la fusion, le club est renommé SP Tre Penne
- 2013 : Le club remporte (1-0) un match de Ligue des Champions face au champion d'Arménie, le Shirak FC, lors du premier tour/retour, obtenant ainsi la toute première victoire d'un club saint-marinais en Coupe d'Europe.

## Bilan sportif

### Palmarès
- Championnat de Saint-Marin
  - Champion : 2012, 2013, 2016, 2019 et 2023
  - Vice-champion : 2010, 2011, 2017, 2022 et 2024

- Coupe de Saint-Marin
  - Vainqueur : 1967, 1970, 1982, 1983, 2000 et 2017
  - Finaliste : 1987, 2005, 2006, 2010, 2018 et 2023

- Supercoupe de Saint-Marin
  - Vainqueur : 2005, 2013, 2016 et 2017
  - Finaliste : 2010, 2012, 2018 et 2019

### Bilan européen
Note : dans les résultats ci-dessous, le score du club est toujours donné en premier
| Saison    | Compétition             | Tour              | Club                 | Domicile | Extérieur | Total  |
| --------- | ----------------------- | ----------------- | -------------------- | -------- | --------- | ------ |
| 2010-2011 | Ligue Europa            | Deuxième tour Q   | Zrinjski Mostar      | 2 - 9    | 1 - 4     | 3 - 13 |
| 2011-2012 | Ligue Europa            | Premier tour Q    | Rad Belgrade         | 1 - 3    | 0 - 6     | 1 - 9  |
| 2012-2013 | Ligue des champions     | Premier tour Q    | F91 Dudelange        | 0 - 4    | 0 - 7     | 0 - 11 |
| 2013-2014 | Ligue des champions     | Premier tour Q    | Shirak FC            | 1 - 0    | 0 - 3     | 1 - 3  |
| 2016-2017 | Ligue des champions     | Premier tour Q    | The New Saints       | 0 - 3    | 1 - 2     | 1 - 5  |
| 2017-2018 | Ligue Europa            | Premier tour Q    | Rabotnički Skopje    | 0 - 6    | 0 - 1     | 0 - 7  |
| 2019-2020 | Ligue des champions     | Tour préliminaire | FC Santa Coloma      | 0 - 1    | 0 - 1     | 0 - 1  |
| 2019-2020 | Ligue Europa            | Deuxième tour Q   | Sūduva Marijampolė   | 0 - 5    | 0 - 5     | 0 - 10 |
| 2020-2021 | Ligue Europa            | Tour préliminaire | KF Gjilan            | 1 - 3    | N/A       | 1 - 3  |
| 2021-2022 | Ligue Europa Conférence | Premier tour Q    | Dinamo Batoumi       | 0 - 4    | 0 - 3     | 0 - 7  |
| 2022-2023 | Ligue Europa Conférence | Premier tour Q    | Tuzla City           | 0 - 2    | 0 - 6     | 0 - 8  |
| 2023-2024 | Ligue des champions     | Tour préliminaire | Breiðablik Kópavogur | 1 - 7    | 1 - 7     | 1 - 7  |
| 2023-2024 | Ligue Europa Conférence | Deuxième tour Q   | Valmiera FC          | 0 - 3    | 0 - 7     | 0 - 10 |
| 2024-2025 | Ligue Conférence        | Premier tour Q    | Floriana FC          | 1 - 1    | 1 - 3     | 2 - 4  |

Légende
- Victoire ou qualification pour le tour suivant
- Match nul
- Défaite ou élimination de la compétition